# Niaga (Burkina Faso)
Pour les articles homonymes, voir Niaga.
Niaga est une commune rurale située dans le département de Bagassi de la province des Balé dans la région de la Boucle du Mouhoun au Burkina Faso.